# 肯特省
肯特省（羅馬化：Khentii aimag）位於蒙古國中部偏東，面積80,325平方公里，人口65,811（2011年）。首府成吉思市。得名於肯特山脈，據說是成吉思汗出生和成長的地方。

## 行政区划

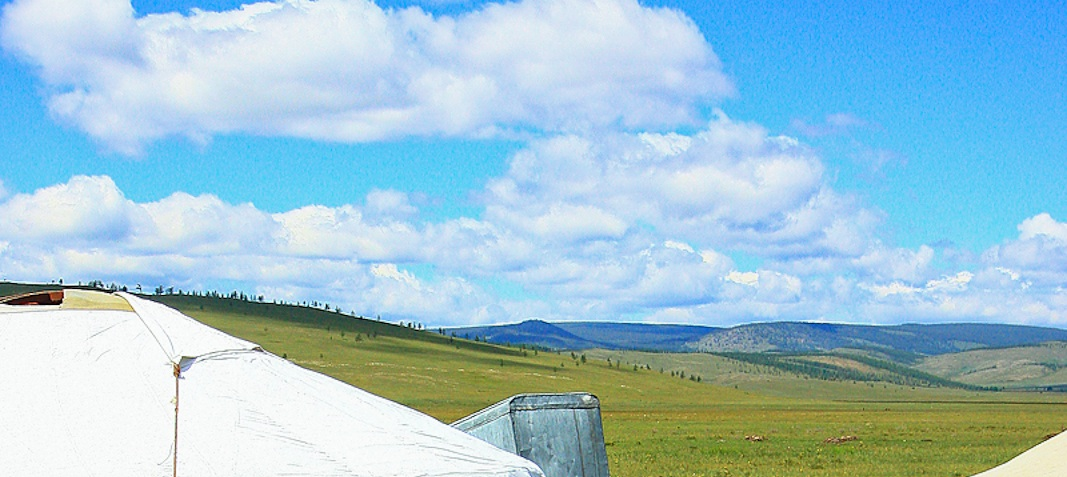
肯特省田野的全景视图 (2012年)

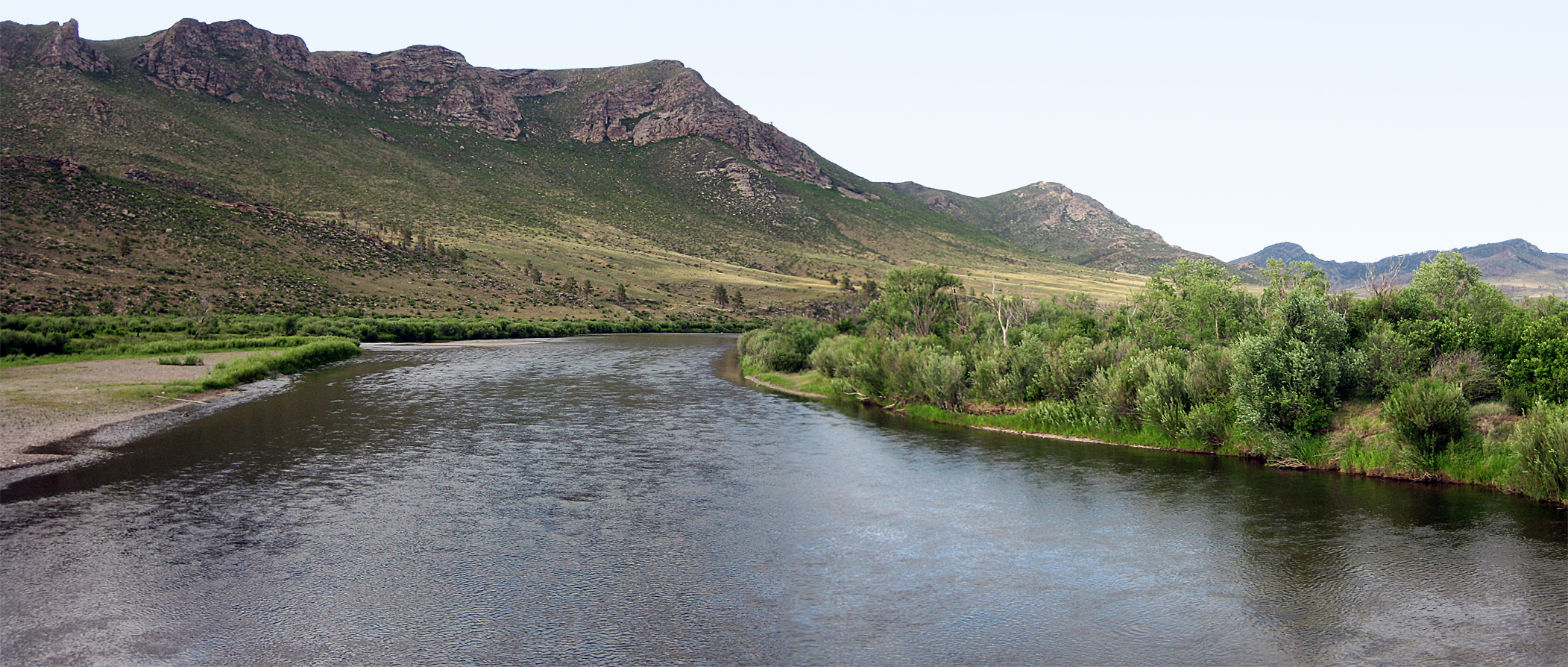
达达勒苏木鄂嫩河的全景视图 (2007年)

肯特省分为18个苏木。
| 肯特省的苏木行政中心地图 |
| ------------------------ |
| \| \| 50km · 30miles 贝尔赫 臣赫尔曼达勒苏木 南德勒格尔苏木 瑙劳布林 木伦苏木 扎尔嘎勒特汗苏木 嘎勒沙尔苏木 德勒格尔汗苏木 达尔汗苏木 达达勒苏木 博尔温都尔苏木 宾德尔苏木 巴彦敖包苏木 巴彦蒙赫苏木 巴彦胡塔格苏木 巴彦阿达尔嘎苏木 巴特希雷特苏木 巴特瑙劳布苏木 成吉思市 (克鲁伦苏木) '"`UNIQ--templatestyles-0000002D-QINU`"' 苏木在肯特省 Legend： · 1: 成吉思市 (克鲁伦苏木) 2: 巴特瑙劳布苏木 3: 巴特希雷特苏木 · 4: 巴彦阿达尔嘎苏木 5: 巴彦胡塔格苏木 6: 巴彦蒙赫苏木 · 7: 巴彦敖包苏木 8: 宾德尔苏木 9: 博尔温都尔苏木 10: 达达勒苏木 · 11: 达尔汗苏木 12: 德勒格尔汗苏木 13: 嘎勒沙尔苏木 · 14: 扎尔嘎勒特汗苏木 15: 木伦苏木 16: 瑙劳布林 17: 南德勒格尔苏木 · 18: 臣赫尔曼达勒苏木 19. 贝尔赫 ·                         |
|                          |

- 肯特省分县地图
- 达达勒苏木的成吉思汗雕像 (2007年)
- 达达勒苏木的Delüün_Boldog（英语：Delüün_Boldog）被认为是成吉思汗的出生地 (2007年)
- 肯特省的蒙古包(2009年)
- 蒙古北部的一座佛教寺院 (2012年)
- 特勒吉國家公園 (2009年)
- 特勒吉國家公園 (2010年)
- 特勒吉國家公園的蒙古包 (2010年)
- 肯特省的鄂嫩河